# Cris Nicolotti
Cristina Maurizia Nicolotti (Turim, 16 de fevereiro de 1958) é uma atriz, cantora e apresentadora de televisão italiana naturalizada brasileira.
Cris Nicolotti é italiana e imigrou para o Brasil com os pais quando tinha dois anos e meio. Formada em Publicidade e Propaganda pela FAAP, foi coordenadora de produção em publicidade da Editora Abril na Cláudia (1979 a 1983) e ajudou na criação das revistas Alegria, Cruzadinhas e Contos do Urtigão (1989 a 1991). 
Apresentou durante alguns anos o programa de vendas Shop Tour. Anos depois teve um programa de variedades chamado Casa São Paulo, no canal Rede Mulher.
Em 2007 criou um hit de acessos no YouTube com a canção "Vai Tomar no Cu", criada após uma briga com seu vizinho que reclamava sobre o barulho que vinha de seu apartamento. A canção foi vencedora do Video Music Brasil 2007, premiação musical promovida pela MTV Brasil, na categoria Web Hit.
Cris fez trabalhos na TV em pequenos papéis em séries e novelas como na Band em Chapadão do Bugre e O Cometa, no SBT fez Brasileiras e Brasileiros e Esmeralda, e na TV Globo fez parte de Os Amadores e Por Toda Minha Vida.
Cris somente foi fazer sua estreia fixa em telenovelas em 2009 em Viver a Vida, trama da Rede Globo, onde viveu a cartomante Regina. ainda em 2011 integrou o elenco da novela Malhação onde viveu Vera. Em 2012, fez parte da minissérie O Brado Retumbante onde viveu a jornalista Lúcia Wolf.
É casada com o publicitário Cacá Moraes e tem um filho, Luca.

## Carreira

### Televisão
- 1990 - Chapadão do Bugre - Rede Bandeirantes
- 1991 - O Cometa - Rede Bandeirantes
- 1994 - Brasileiras e Brasileiros - Lizandra Malta - SBT
- 1999 - Os Amadores - Alice - Rede Globo
- 2002 - Por Toda Minha Vida - Maria Lúcia - Rede Globo
- 2005 - Esmeralda - juíza do cartório - SBT
- 2009 - Viver a Vida - Regina Ferreira - Rede Globo
- 2010 - Malhação - Vera Marins - Rede Globo
- 2012 - O Brado Retumbante - Lúcia Wolf - Rede Globo
- 2013 - Sangue Bom - Odila Moretti - Rede Globo
- 2014 - Dupla Identidade - Stela - Rede Globo
- 2015 - Babilônia - Glória Diniz - Rede Globo
- 2016 - A Secretária do Presidente - Guioumar Ferreira da Consolação

### Teatro
- 1990 - A Fábrica De Brinquedos
- 1991 - Verde Que Te Quero Verde
- 1993 - Rabo De Baleia, Pé de Jacaré
- 1995 - Certa Carmen
- 1997 - Cuore Ingrato
- 1999 - Nós Na Borda do Prato
- 2001 - O Mistério de Gioconda
- 2003 - Vai Tomar no cu
- 2004 - O Mistério de Gioconda
- 2005 - O Quiprocó
- 2006 - A Saga da Bruxa Morgana e o Enigma do Tempo
- 2007 - Se Piorar Estraga
- 2008 - Até Que o Casamento nos Separe

### Músicas
- 2007 - Eu Falei Que Isso Ia Dar Merda

## Prêmios e indicações
- Indicação de melhor atriz - Prêmio APCA pela peça Cuore Ingrato.
- Indicação de melhor atriz - Prêmio Coca-Cola com a peça A Saga da Bruxa Morgana [6]